# Zdżary (przystanek kolejowy)
 Zdżary  – przystanek kolejowy w Żdżarach, w województwie lubelskim, w Polsce.